# Département de Santa Catalina (Jujuy)
Pour les articles homonymes, voir Santa Catalina.
Le département de Santa Catalina est une des 16 subdivisions de la province de Jujuy, en Argentine. Son chef-lieu est la ville de Santa Catalina.
Le département a une superficie de 2 960 km2. Sa population s'élevait à 3 140 habitants en 2001.

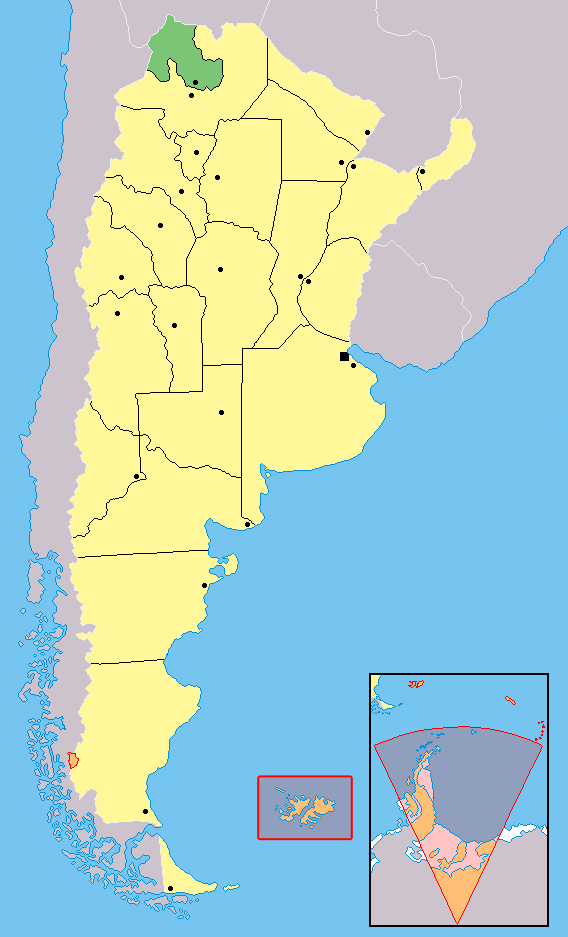
Localisation de la province de Jujuy en Argentine.